# عمرانیه
عمرانیه (ترکی استانبولی: Ümraniye) از ناحیه‌های قسمت آسیایی استانبول که در استان استانبول از ناحیه مرمره قرار گرفته‌است. طبق آخرین سرشماری به سال ۲۰۱۲ میلادی این ناحیه ۶۴۵٬۲۳۸ نفر جمعیت دارد.